# Pucalá
Pucalá es una localidad peruana y capital del distrito de Pucalá, ubicada en la provincia de Chiclayo en el departamento de Lambayeque. Limita por el norte con el distrito de Pátapo; por el sur con las localidades de Sipán y Saltur (Anexos del distrito de Pomalca); por el este con el distrito de Chongoyape y la localidad de Pampagrande; y, por el oeste con el distrito de Tumán. Se encuentra a una altitud media de 108 m s.n.m.
Desde el punto de vista jerárquico de la Iglesia católica, forma parte de la diócesis de Chiclayo.

## Etimología
El origen preciso del término es aún incierto y requiere una adecuada investigación y reconstrucción lingüística. Algunos proponen que la palabra Pucalá deriva de la palabra quechua pukara, pero los alcances brindados en su escritura ponen en duda a que sea una palabra quechua por el sustrato étnico de la región que fue mochicahablante. Otras fuentes indican que Pucalá deriva de 2 voces: puka (quechua) que significa 'rojo' y lak lakka (aimara) que significa 'tierra', por lo que su significado sería de Fortaleza o Tierra Roja.Lo segundo es aún menos coherente ya que el sincretismo quechua-aimara es poco frecuente y se dio en regiones bilingües del centro y sur del Perú que distan geográficamente de la zona.
Por otro lado, el historiador Jorge Zevallos lo anota en su listado de Toponimia Mochica de Lambayeque sin precisar su término.En el léxico mochica del Arte de la lengua yunga, escrito por el clérigo colonial Fernando de la Carrera Daza, aparecen individualmente los vocablos 'pucu' (lechuza) y 'là' (agua), que son recogidos posteriormente por el lingüista Cerrón Palomino en su libro La Lengua de Naimlap.
El nombre se debe a la hacienda homónima azucarera Tabernas - Pucalá de propiedad de la familia Yzaga que se expandió y absorbió a las otras haciendas de la región circundante a mediados del siglo XX con la forma simplificada de Pucalá.

## Demografía
En el 2017 contaba con una población de 6,559 habitantes.